# ResourceSat-2
ResourceSat-2 ist ein indischer Erdbeobachtungssatellit aus der Indian-Remote-Sensing-Baureihe der ISRO.
Er wurde am 20. April 2011 um 04:42 UTC mit einer PSLV-Trägerrakete vom Satish Dhawan Space Centre zusammen mit den Kleinsatelliten YouthSat (Indisch-Russisch, 92 kg) und X-SAT (Singapur, 106 kg) in eine kreisförmige polare und sonnensynchrone Erdumlaufbahn mit einer Bahnneigung von rund 98,7 Grad gebracht. Die Abtrennung von der Rakete erfolgte nach einer Gesamtflugzeit von etwa 1.080 Sekunden in einer Höhe von etwas über 827 Kilometern. Er soll Wissenschaftler bei der Messung der Kontamination von Böden, der Überwachung von Wasserressourcen und der Landnutzung unterstützen, sowie Daten für die Sicherheitsbehörden liefern. Er trägt zusätzlich ein experimentelles Überwachungs und Identifizierungssystem (AIS = Automatic Identification System) für Schiffe, um deren Position, Geschwindigkeit und andere Informationen zu sammeln. Dieses wurde von COMDEV aus Kanada gebaut. Als Lebensdauer werden fünf Jahre erwartet.
Der Satellit trägt drei Kameras, die im sichtbaren und im Infrarotbereich arbeiten und eine maximale Auflösung 5,8 Metern liefern. Sie sind weiterentwickelte Versionen der Kameras, die beim 2003 gestarteten Vorgänger ResourceSat-1 zum Einsatz kamen. So wurde beim hochauflösenden Zeilenscanner LISS-4 (Linear Imaging Self Scanner) die Schwadbreite von 23 auf 70 km erhöht.
| Nutzlast       | LISS-4                                 | LISS-3                                              | AWiFS                                               |
| -------------- | -------------------------------------- | --------------------------------------------------- | --------------------------------------------------- |
| Auflösung      | 5,8 m                                  | 23,5 m                                              | 56 m                                                |
| Schwadbreite   | 70 km                                  | 141 km                                              | 740 km                                              |
| Spektralbänder | 0,52–0,59 µm 0,62–0,68 µm 0,77–0,86 µm | 0,52–0,59 µm 0,62–0,68 µm 0,77–0,86 µm 1,55–1,70 µm | 0,52–0,59 µm 0,62–0,68 µm 0,77–0,86 µm 1,55–1,70 µm |
| Farbtiefe      | 10 Bit                                 | 10 Bit                                              | 12 Bit                                              |
| Datenrate      | 105 MBPS                               | 105 MBPS                                            | 105 MBPS                                            |

Der Satellit verwendet zur Stabilisierung Reaktionsräder, Magnetic Torquers und Hydrazin-Triebwerke. Die Solarzellen liefern eine Leistung von 1.250 W (End Of Life) und werden durch zwei Nickel-Cadmium-Akkumulatoren von 24 Ah Kapazität ergänzt. Die Speicherung der aufgenommenen Bilder erfolgt auf zwei Solid-State-Drives mit einer Kapazität von je 200 Gigabyte.